# Elektrolytische Leitfähigkeit
Die elektrolytische Leitfähigkeit {\displaystyle \sigma } ist  die elektrische Leitfähigkeit einer Elektrolytlösung. Dabei ist die elektrische Leitfähigkeit definiert als die Proportionalitätskonstante zwischen der elektrischen Stromdichte {\displaystyle {\vec {J}}} und der elektrischen Feldstärke {\displaystyle {\vec {E}}} gemäß {\displaystyle {\vec {J}}=\sigma \;{\vec {E}}}.
In  einem  Elektrolyten bewegen sich Ionen beim Anlegen eines elektrischen Feldes je nach Polarität ihrer elektrischen Ladung bevorzugt in Feldrichtung oder ihr entgegen; dadurch verursachen sie einen elektrischen Strom. Dieser Ionenstrom ist abhängig von:
1. der elektrischen Feldstärke und damit über einen Geometrie-Faktor (je nach Form der Messzelle) von der angelegten Spannung {\displaystyle U};
2. der Ladungsträgerkonzentration {\displaystyle n} oder der Ionenkonzentration {\displaystyle n_{i}}, jeweils ausgedrückt als Teilchendichte;
3. der Ladungsmenge, die jedes Ion transportiert, aufgrund seiner Wertigkeit {\displaystyle z_{i}} und der Elementarladung {\displaystyle e};
4. der durchschnittlichen Driftgeschwindigkeit {\displaystyle {\vec {v}}_{i}} der einzelnen Ionenarten in Feldrichtung.

## Theoretische Hintergründe

### Widerstand und Messzelle
Für die elektrische Stromstärke {\displaystyle I} innerhalb der Lösung gilt empirisch gut bestätigt das ohmsche Gesetz:
{\displaystyle I={\frac {U}{R}}}.
Hierbei werden die von der Spannung {\displaystyle U} unabhängigen Parameter im Faktor {\displaystyle 1/R}, dem Leitwert oder reziproken Widerstand, zusammengefasst.
Zum Anlegen einer Spannung sind zwei Elektroden notwendig. Infolge des Stromes durch die Grenzfläche Elektrolyt/Elektrode treten an dieser Fläche Reaktionen auf, durch die eine Gegenspannung entsteht. Man bezeichnet diesen Vorgang als elektrolytische Polarisation. Diese erzeugt eine die Messung verfälschende systematische Messabweichung. Sie lässt sich folgendermaßen vermeiden:
1. Die Messzelle wird derart konstruiert, dass der Elektrolyt einen großen Widerstand erhält; die dann erforderliche Spannung ist so groß, dass die Polarisationsspannung dagegen vernachlässigbar klein ist.
2. Die Spannung wird nicht zwischen den stromdurchflossenen Elektroden gemessen, sondern zwischen zwei an definierten Punkten in der Messzelle angebrachten Sonden, die nur von einem ganz geringen Strom durchflossen und daher nicht polarisiert werden.
3. Am häufigsten wird mit Wechselspannung von relativ hoher Frequenz gemessen. Hierdurch wird erreicht, dass die Stoffumsätze, welche die Polarisation verursachen, in der Kürze der Zeit gering sind und während der Halbperiode mit umgekehrtem Vorzeichen wieder rückgängig gemacht werden.

Der Widerstand {\displaystyle R} eines beliebigen Leiters hängt von zwei Parametern ab:
- dem spezifischen Widerstand {\displaystyle \rho } in Ohm·m (oder der Leitfähigkeit {\displaystyle 1/\rho =\sigma } in Siemens/m) und
- einem Geometrie-Faktor {\displaystyle Z} in 1/m, bei Elektrolyt-Messzellen Zellkonstante genannt.

Dafür gilt
{\displaystyle R=\rho \cdot Z}.
Im Idealfall eines gleichförmig stromdurchflossenen Leiters ist {\displaystyle Z=l/A}, wobei {\displaystyle l} die Länge und {\displaystyle A} die Querschnittsfläche des Leiters sind.
Sonst gibt der Hersteller die Zellkonstante bekannt, oder sie muss bestimmt werden, indem der Widerstand einer Kalibrierlösung mit bekanntem {\displaystyle \rho } gemessen wird.

### Ionentransport
Als Ursache des Stromes erfährt ein Ion mit der Ladung {\displaystyle z_{i}\cdot e} im elektrischen Feld {\displaystyle {\vec {E}}} eine Kraft {\displaystyle {\vec {F}}_{e}}:
{\displaystyle {\vec {F}}_{e}=z_{i}\cdot e\ \cdot {\vec {E}}}.
Es setzt sich demzufolge beschleunigt in Bewegung.
Infolge der geschwindigkeitsproportionalen hydrodynamischen Reibungskraft
{\displaystyle {\vec {F}}_{h}=-{\frac {1}{\mu _{i}}}\cdot {\vec {v}}_{i}}
geht diese beschleunigte Bewegung nach sehr kurzer Anlaufzeit ({\displaystyle 10^{-13}{\text{ s}}}) in eine Bewegung mit stationärer Driftgeschwindigkeit {\displaystyle {\vec {v}}_{i}} über, so dass gilt:
{\displaystyle {\vec {F}}_{e}=-{\vec {F}}_{h}}
Mit der Ionenbeweglichkeit {\displaystyle b_{i}} als Proportionalitätskonstante zwischen der Geschwindigkeit der Ionenart und der Feldstärke ergibt sich:
{\displaystyle {\begin{aligned}\Leftrightarrow {\vec {v}}_{i}&=\mu _{i}\cdot {\vec {F}}_{e}\\&=\mu _{i}\cdot z_{i}\cdot e\cdot {\vec {E}}\\&=b_{i}\cdot {\vec {E}}\end{aligned}}}.
Bei frei beweglichen Trägern einer Elementarladung entsteht proportional zur Geschwindigkeit eine Stromdichte:
{\displaystyle {\vec {J}}=e\cdot n\cdot {\vec {v}}}.
Im Elektrolyten befinden sich
- Kationen mit ihrer Wertigkeit {\displaystyle z_{+}} und ihrer Konzentration {\displaystyle n_{+}}
- Anionen mit ihrer Wertigkeit {\displaystyle z_{-}} und ihrer Konzentration {\displaystyle n_{-}}.

Sie bewegen sich
- bei ihrer skalaren Beweglichkeit {\displaystyle b_{+}} mit der Geschwindigkeit {\displaystyle {\vec {v}}_{+}}
- bei ihrer skalaren Beweglichkeit {\displaystyle b_{-}} mit der Geschwindigkeit {\displaystyle {\vec {v}}_{-}}

aufgrund der unterschiedlichen Vorzeichen ihrer Ladungen in entgegengesetzten Richtungen und tragen gemeinsam zur Stromdichte bei:
{\displaystyle {\begin{aligned}\sigma \cdot {\vec {E}}={\vec {J}}&=e\cdot z_{+}\cdot n_{+}\cdot {\vec {v}}_{+}\ -e\cdot \ z_{-}\cdot n_{-}\cdot {\vec {v}}_{-}\\&=e\cdot (z_{+}\cdot n_{+}\cdot b_{+}\ +\ z_{-}\cdot n_{-}\cdot b_{-})\cdot {\vec {E}}\end{aligned}}}.
Daraus ist die Leitfähigkeit ablesbar:
{\displaystyle \Rightarrow \sigma =e\cdot (z_{+}\cdot n_{+}\cdot b_{+}\ +\ z_{-}\cdot n_{-}\cdot b_{-})}
Sie ist also abhängig von den Ionenkonzentrationen, die aber noch mit den Faktoren Wertigkeit und Beweglichkeit der Ionenarten bewertet werden.
Mit den Größen
- Anzahl {\displaystyle w_{i}} der positiven bzw. negativen Ionen, in die ein Molekül dissoziiert
- Molekülkonzentration {\displaystyle n_{m}}, ausgedrückt als Teilchendichte der in Lösung gegangenen Moleküle

ergibt sich:
{\displaystyle {\begin{aligned}\Rightarrow n_{+}=w_{+}\cdot n_{m}\\n_{-}=w_{-}\cdot n_{m}\end{aligned}}}
{\displaystyle \Rightarrow \sigma =e\cdot n_{m}\cdot (z_{+}\cdot w_{+}\cdot b_{+}\ +\ z_{-}\cdot w_{-}\cdot b_{-})}
und mit der
- elektrochemischen Wertigkeit {\displaystyle z_{e}=w_{+}\cdot z_{+}=w_{-}\cdot z_{-}}:

{\displaystyle \Rightarrow \sigma =e\cdot z_{e}\cdot n_{m}\cdot (b_{+}\ +\ b_{-})}.
Somit ist die Leitfähigkeit in jeder Lösung proportional zur Konzentration der dissoziierten Moleküle, wobei die Proportionalitätskonstante ebenfalls die Wertigkeiten und Beweglichkeiten der einzelnen Ionenarten enthält.

### Molare Werte
Eine Umrechnung auf molare Größen
- unter Verwendung der Faraday-Konstante {\displaystyle F=N_{\mathrm {A} }\;e} mit der Avogadro-Konstante {\displaystyle N_{\mathrm {A} }}
- und der molaren Konzentration {\displaystyle c=n_{m}/N_{\mathrm {A} }}

ergibt
{\displaystyle \sigma =F\;z_{e}\;c\;(b_{+}+b_{-})}.
Nach Kohlrausch werden die Größen {\displaystyle F\cdot b_{i}=l_{i}} gewöhnlich zusammengefasst und als äquivalente Ionenbeweglichkeiten bezeichnet.
Kohlrausch führte ebenfalls den Begriff der Äquivalentleitfähigkeit {\displaystyle \Lambda ={\frac {\sigma }{c_{e}}}} ein, wobei {\displaystyle c_{e}=c\cdot z_{e}} die Äquivalentkonzentration ist.
Nach obigen Gleichungen setzt sich die Äquivalentleitfähigkeit additiv aus den Ionenbeweglichkeiten zusammen und sollte unabhängig von der Ionenkonzentration sein. In Wirklichkeit trifft dies nur für unendlich große Verdünnung zu; bei höheren Konzentrationen wird stets eine Abnahme von {\displaystyle \Lambda } beobachtet, was auf den Einfluss des Dissoziationsgleichgewichts und auf den Einfluss der interionischen Wechselwirkungskräfte zurückzuführen ist (s. folgende Abschnitte).

## Der Einfluss des Dissoziationsgleichgewichts
Bei unvollständiger Dissoziation hängt {\displaystyle \Lambda } vom Dissoziationsgrad {\displaystyle \alpha } ab:
{\displaystyle \Lambda =\alpha \cdot \Lambda _{\infty \ }}.
Da der Dissoziationsgrad bei unendlicher Verdünnung seinen Maximalwert besitzt ({\displaystyle \alpha =1}) und mit steigender Konzentration immer kleiner wird, ist ein Absinken der Äquivalentleitfähigkeit ohne weiteres verständlich, was auch bereits frühzeitig erkannt wurde (ostwaldsches Verdünnungsgesetz).

## Der Einfluss der interionischen Wechselwirkungskräfte
Die Bewegung der Ionen erfolgt nicht frei. Vielmehr tritt infolge der weitreichenden elektrostatischen Kräfte eine gegenseitige Behinderung der wandernden Ionen ein: Ein Ion ist infolge seiner elektrostatischen Wirkung im Mittel von mehr entgegengesetzten als gleichgeladenen Teilchen umgeben.  Diese „Ionenwolke“ ballt sich mit zunehmender Konzentration immer mehr zusammen und hat folgende   Wirkungen:
1. Das Ion muss sich infolge seiner Fortbewegung an jedem Ort eine neue Ionenwolke erst wieder aufbauen. Das wirkt sich so aus, als ob das Ion seiner Ionenwolke immer etwas vorauseilt, was eine Bremsung des Ions zur Folge hat.
2. Die Wolke, deren Ionen sich im Feld in entgegengesetzter Richtung bewegen, erzeugt eine Strömung, gegen die das Zentralion schwimmen muss, und wodurch es eine weitere Verzögerung erfährt.

Beide Effekte nehmen mit der Konzentration zu.
Die auf diesem Modell aufgebaute Theorie von Debye, Hückel und Onsager liefert für kleine Konzentrationen den Ausdruck:
{\displaystyle \Lambda =\Lambda _{\infty }-a\cdot {\sqrt {c}}}.
Dieses Ergebnis (Quadratwurzelgesetz) wurde bereits viel früher von Kohlrausch experimentell gefunden. Dabei sind {\displaystyle a} und {\displaystyle \Lambda _{\infty }} Konstanten bei isothermer Messung.
Durch Debye, Hückel und Onsager wurde dieses Kohlrausch'sche Quadratwurzelgesetz präzisiert, indem die Konzentration (unter der Wurzel) gegen die Ionenstärke {\displaystyle I} ausgetauscht wurde.
Für Ionenstärken unter 0,001 mol/liter soll es dann auch für Lösungen mehrwertiger Ionen gültig sein.
Siehe dazu:
- Debye-Hückel-Onsager-Gesetz zur Leitfähigkeit von Ionen

## Effekte auf die Leitfähigkeit von Elektrolytlösungen
In Lösungen ist die Leitfähigkeit nicht nur von der Temperatur, sondern auch noch von weiteren Effekten abhängig:
- Der Relaxationseffekt stört beim Anlegen eines elektrischen Feldes die Nahordnung der Ionenwolke um ein Zentralion. Da Ionen in einem elektrischen Feld in Richtung der ihnen entgegengesetzt geladenen Pole beschleunigt werden, verzerrt sich die Ionenwolke: das Zentralion eilt dem Ladungsschwerpunkt seiner Ionenwolke stets voraus. So entsteht ein zusätzliches elektrisches Potential, gegen welches das Ion transportiert werden muss.[2]
- Der elektrophoretische Effekt beschreibt die Herabsetzung der Leitfähigkeit durch die Erhöhung der Kräfte, die auf das Zentralion wirken, wenn sich die Ionenwolke in entgegengesetzter Richtung zum Zentralion bewegt.[3]
- Der Wien-Effekt beschreibt eine erhöhte Leitfähigkeit in einem starken E-Feld, wenn sich ein Zentralion schneller bewegt als seine Ionenwolke und es so zu keinem Relaxationseffekt kommt.